# Mother Nature's Son
〈Mother Nature's Son〉은 폴 매카트니(레논-매카트니로 표기)가 주로 작곡하고 비틀즈의 음반 《The Beatles》에 발표한 곡이다. 이 곡은 비틀즈가 인도에 있을 때 마하리시 마헤쉬 요기가 한 강연에서 영감을 얻었다. 같은 강의는 레논의 발표되지 않은 노래 〈Child of Nature〉에 영감을 주었는데, 이 곡은 후에 그가 〈Jealous Guy〉로 다시 사용되었다.
폴 매카트니의 말에 따르면, 그는 냇 킹 콜의 〈Nature Boy〉에 영감을 받았다고 말했다. 그는 아버지를 방문했을 때 리버풀에서 곡을 썼다.